# Action cyclique
En bourse, une action cyclique est une action de société dont les résultats, notamment le bénéfice par action, sont très sensibles aux fluctuations économiques. C'est le cas habituellement pour les entreprises opérant dans les secteurs de l'automobile, de l'immobilier, du gros équipement tant industriel que domestique. Il s'agit de l'inverse de l'action défensive.

## Concept
Les actions dites cycliques sont les actions les plus sensibles aux cycles économiques et à la conjoncture économique. Une période de baisse conjoncturelle peut réduire fortement son rendement, à tel point que l'action arrive parfois sous son seuil de rentabilité. La force de la perte en cas de retournement conjoncturel peut être compensée par la force de son rebond lorsque l'activité économique repart à la hausse. 
Le cours des actions cycliques reste généralement assez bas sur la base des critères habituels (PER, rendement du dividende...) même dans les périodes les plus prospères. Les actions cycliques sont typiquement les actions des entreprises travaillant dans l'extraction de matières premières.
Le profil boursier de ces actions se distingue notamment de celui d'une action défensive ou d'une action de croissance, car les investisseurs la considèrent plus risquée. 